# Josef Hrdina
Josef Hrdina (27. prosince 1854 Hrádek u Příbrami – 3. června 1938 Březnice) byl český podnikatel a továrník, zakladatel a majitel továrny Pelhřimovská továrna na štětky a kartáče v Pelhřimově, posléze největšího podniku svého druhu v monarchii, kterou po léta vedl. Závod založený roku 1882 posléze pokračoval v činnosti pod značkou SPOKAR a stal se jedním z hlavních výrobců kartáčových produktů v Československu.

## Život

### Mládí
Narodil se v Hrádku u Příbrami, patrně se vyučil kupcem. Posléze se přesunul do Pelhřimova, kde začal provozovat koloniál na městském náměstí. Roku 1882 zde ve sklepních prostorách svého domu začal s výrobou tzv. rýžových kartáčů, později pak také košťat, malířských štětek a štětců. Ve výrobě byl úspěšný a provoz rozšířil, již roku 1885 zde pracovalo více než 40 dělníků a jednalo se tak o ojedinělou a moderní výrobu tohoto typu sortimentu. Produkty firmy byly zanedlouho prodávány i mimo Pelhřimov. S rostoucí poptávkou po svém zboží pak založil obchodní společnost s názvem Pelhřimovská továrna na štětky a kartáče, J. Hrdina. Roku 1900 byl závod přesunut do nového areálu nedaleko městského nádraží, továrna pak zaměstnávala přes 100 dělníků a úředníků s Hrdinou v pozici vlastníka a ředitele. Firma posléze zřídila své filiálky v Horní Cerekvi a Nové Cerekvi. Jedním ze známých produktů firmy byly například tzv. rýžové kartáče.
Roku 1909 byla firma kvůli finančním obtížím změnit svou strukturu na akciovou společnost, ve které udržoval Hrdina většinový podíl a nadále podnik řídil. Okolo roku 1914 již zaměstnával pelhřimovský závod přes 500 lidí. Jeho další rozvoj pak přerušila první světová válka, výroba pak nadále pokračovala i po vzniku Československa.
Rovněž byl Josef Hrdina po jistou dobu členem pelhřimovského městského zastupitelstva a zastával také funkci předsedy Českého obchodního grémia v Pelhřimově.

### Úmrtí
Josef Hrdina zemřel roku 1938 v Pelhřimově ve věku 83 let.
Po jeho smrti převzal řízení závodu Hrdinovi dědicové. Po znárodnění roku 1948 byl pelhřimovský závod sloučen s podikem na výrobu kartáčů Zadrev Olomouc a vzniklý podnik pak nesl název Spojené kartáčovny.